# San Quintin (Pangasinan)
San Quintin ist eine philippinische Stadtgemeinde in der Provinz Pangasinan und grenzt im Osten an die Provinz Nueva Ecija. In dem 116,5 km² großen Gebiet wohnten im Jahre 2015 32.945 Menschen, wodurch sich eine Bevölkerungsdichte von 283 Einwohnern pro km² ergibt. Die Gemeinde liegt in einer Ebene direkt neben den bis zu über 1000 Meter hohen Kordilleren. San Quintin wurde 1864 zur Stadtgemeinde und war zuvor ein Gemeindeteil von Umingan.

## Baranggays
San Quintin ist in folgende Barangays aufgeteilt:
1. Alac
2. Baligayan
3. Bantog
4. Bolintaguen
5. Cabangaran
6. Cabalaoangan
7. Calomboyan
8. Carayacan
9. Casantamarian
10. Gonzalo
11. Labuan
12. Lagasit
13. Lumayao
14. Mabini
15. Mantacdang
16. Nangapugan
17. Poblacion Zone I
18. Poblacion Zone II
19. Poblacion Zone III
20. San Pedro
21. Ungib